# Serco

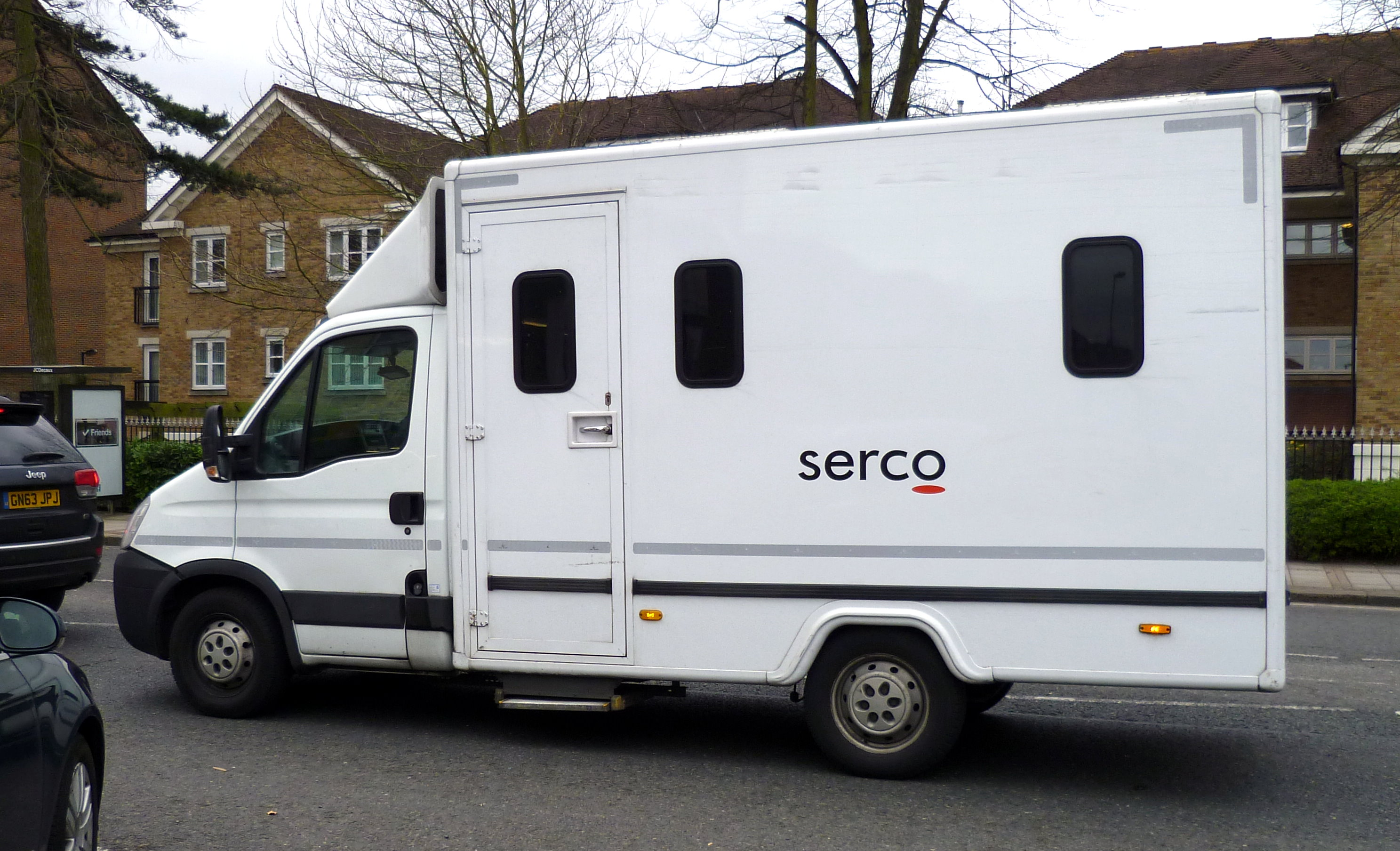
Dodávka Serco

Serco (Serco Group) je britská veřejná společnost s ústředím ve městě Hook ve hrabství Hampshire. Její podnikatelská činnost je velmi široká a sestává většinou z poskytování vládních služeb a veřejné správy (služeb, kterými je zmocnila vláda) – ty zahrnují vedení některých veřejných škol, nemocnic, školení řidičů, kontroly veřejné a soukromé pozemní a letecké dopravy, dále spravují vazební věznice a vězení, s několika vládami mají smlouvy na správu vojenské techniky a balistických jaderných zbraní. Další oblasti (ve zkratce): věda a výzkum (např. kryogenika), správa některých pozemních komunikací, práce pro ministerstvo vnitra Spojeného království a spravování balistického systému předčasného varování britské armády, stejně jako služby pro britské královské námořnictvo a letectvo; spravují četné věznice v Austrálii, letiště ve Spojených arabských emirátech, dodávají řídicí techniku a know-how pro železnice v Británii, Skotsku a Austrálii. Starají nejmodernější techniku od jaderných zbraní až po provozování několika skládek veřejného odpadu.
Skupina Serco byla založena v roce 1929. Jejím současným CEO je Christopher Hyman. Její akcie figurují na londýnské burze.
Deník The Guardian Serco nazval „pravděpodobně největší společností, o které jste nikdy neslyšeli“. Serco Group má cca 100 tisíc zaměstnanců v řadě zemích světa a její výnosy z roku 2011 činily 4,64 mld britských liber. Od roku 1994 do současnosti zaznamenala růst 1200 %.